# Alfou
Alfou és un barri del municipi de Sant Antoni de Vilamajor (Vallès Oriental), a la dreta del torrent del Fou, afluent per la dreta de la riera de Mogent.
És un barri (en disseminat) del municipi de Sant Antoni de Vilamajor (Vallès Oriental), a la dreta del torrent del Fou, afluent per la dreta de la riera de Mogent, format per diverses cases i masies. El 1989 constava com a caseria (unitat de població) anomenada el Fou. El 2020 hi vivien 77 persones.
Alfou està situat al sud-oest del poble de Sant Antoni de Vilamajor, a prop dels Quatre Camins, entre Sant Julià d'Alfou i Can Miret.
El nom Alfou (topònim), escrit també el Fou o Fou, procedeix de l'àrab albauz que vol dir: districte o comarqueta, d’on també prové el nom castellà alfoz: pago o terme rural.